# Nzanyi
Le nzanyi (ou jeng, kobochi, kobotshi, mzangyim, njai, njanyi, njegn, njei, njeng, njeny, nzangi, zani, zany) est une langue tchadique du groupe biu-mandara, parlée principalement au Nigeria dans l'État d'Adamawa, également dans le Nord du Cameroun, le département du Mayo-Louti, l'arrondissement de Mayo-Oulo, autour de Doumo, à l'ouest de Dourbey, près de la frontière avec le Nigeria.
On a dénombré environ 86 000 locuteurs (1993),dont 9 000 au Cameroun.